# Хартстаун (Пенсилванија)
Хартстаун (енгл. Hartstown) насељено је место без административног статуса у америчкој савезној држави Пенсилванија.

## Демографија
По попису из 2010. године број становника је 201, што је 45 (-18,3%) становника мање него 2000. године.
| Група             | 2000.       | 2010.       |
| Белци             | 237 (96,3%) | 199 (99,0%) |
| Афроамериканци    | 0 (0,0%)    | 1 (0,5%)    |
| Азијати           | 0 (0,0%)    | 0 (0,0%)    |
| Хиспаноамериканци | 2 (0,8%)    | 0 (0,0%)    |
| Укупно            | 246         | 201         |